# Karl Jaspers
Karl Theodor Jaspers (Oldenburg, 23. veljače 1883. – Basel, 26. veljače 1969.), njemački filozof i psihijatar. Jedan od utemeljitelja egzistencijalizma. U središtu njegove filozofije je pojedinačni, egzistirajući čovjek. Kao i druge egzistencijaliste, zaokupljaju ga pitanja smrti, krivnje i Angsta, no u odnosu na svoje suvremenike je nešto optimističniji glede egzistencije kao specifičnog načina opstojnosti čovjeka. Ubrzo po završetku Drugog svjetskog rata, pisao je o krivnji i odgovornosti Njemačke za holokaust.

## Životopis
Jaspers se rodio 1883. u sjevernonjemačkom gradu Oldenburgu. Majka mu je potjecala iz lokalne farmerske obitelji, dok mu je otac bio pravnik, što je vjerojatno utjecalo na njegovu odluku da upiše studij prava, iako je odmalena pokazivao interes za filozofiju. Od prava je brzo odustao i 1902. upisao medicinu, koju je diplomirao 1908. Ubrzo počinje raditi u psihijatrijskoj bolnici u Heidelbergu. Nezadovoljan načinima na koje je ondašnja medicinska zajednica pristupala duševnim bolestima, odlučuje raditi na unaprjeđenju psihijatrijskih praksi. Godine 1913. prelazi na mjesto profesora psihologije na sveučilištu u Heidelbergu, te se kliničkom radu više ne vraća. U to je vrijeme blizak prijatelj obitelji Maxa Webera, koji je također držao katedru u Heidelbergu.
U 40. godini Jaspers se okreće filozofiji, nadograđujući teme kojima se bavio kao psihijatar. Kao filozof stječe renome u Njemačkoj i čitavoj Europi. Bio je profesor filozofije u Heidelbergu od 1921. do 1937., kada je umirovljen jer je bio oženjen Židovkom i jer se protivio Hitlerovom nacizmu. Ubrzo mu je zabranjeno i objavljivanje. Budući da su brojni dugogodišnji prijatelji ostali uz njega, uspio je izbjeći potpunu izolaciju i nastaviti svoje studije i istraživanja. Do kraja ožujka 1945., kada su Amerikanci oslobodili Heidelberg, Jaspersu i supruzi stalno je prijetila opasnost da budu deportirani u koncentracijski logor. Iako je 1945. ponovno imenovan na svoje profesorsko mjesto u Heidelbergu, naposljetku se skrasio u švicarskom Baselu, gdje je i umro 1969. Na sveučilištu u Heidelbergu ga je naslijedio Hans-Georg Gadamer.

## Filozofija
Bavi se pitanjima psihološke naravi čovjekovog susreta s bogom te njegova filozofija u pojedinim aspektima naginje religiji. Na tragu Kierkegaarda i Nietzschea, filozofiju ne poima kao racionalno istraživanje svijeta, već kao privatnu, osobno proživljenu bitku. Odbacuje filozofiju koja želi biti egzaktna poput znanosti, jer po Jaspersu znanstvena (i uopće racionalna) analiza ne može shvatiti egzistenciju. Bit čovjeka te smisao svijeta i života dostupni su jedino neposrednim, intuitivnim razumijevanjem.
U Jaspersovoj filozofiji egzistencije osobito je naglašena briga za integritet ljudske ličnosti. Govori o filozofiji kao novom načinu vjerovanja. Tradicionalno shvaćena religija ograničena je samom sobom zbog religijskih dogmi, koje traže da se u njih vjeruje bez kritičkog preispitivanja. Filozofija je pak univerzalna i prilazi svijetu s pozicije kritičkog promišljanja.

## Djela
- "Opća psihopatologija",
- "Um i egzistencija",
- "Filozofija egzistencije",
- "Istina i znanost",
- "Pitanje krivnje: O političkoj odgovornosti Njemačke",
- "Nietzsche"
- "Duhovna situacija vremena"

## Vanjske poveznice
- (hrv.) Hrvatsko društvo Karl Jaspers  Arhivirana inačica izvorne stranice od 13. listopada 2013. (Wayback Machine)
- (engl.) Karl Jaspers na Stanford Encyclopedia of Philosophy
- (hrv.) Žarko Paić: Jaspersovo Pitanje krivnje i granice njegove aktualnosti  Arhivirana inačica izvorne stranice od 8. kolovoza 2009. (Wayback Machine)
- (engl.) Karl Jaspers: On my philosophy, 1941.